# Механе и кафане старог Београда
Механе и кафане старог Београда је књига чији је аутор Видоје Голубовић, објављена 2007. године у издању  "Службеног листа" из Београда. Поновљено издање штампала је издавачка кућа Лагуна 2019. године.

## О аутору
Видоје Д. Голубовић (1953), научни сарадник, докторирао на Факултету за безбедност. Изучава културно-историјску баштину и њено представљање јавности кроз туризам. Уредник је више научних зборника и монографија, аутор више научних и стручних радова. Коаутор је књиге Београд испод Београда и аутор сем ове, и књиге Стари Београд - топографски речник.

## О делу
Књига Механе и кафане старог Београда чува од заборава старе кафане које су обележиле живот Београда. Аутор је уз обиља архивског материјала, кроз мало познате приче, без научних претензија, настојао да нас упозна са духом прошлих времена и кафанама као делом градске културе. Кафане су одувек биле центри јавног живота, слободне мисли и хедонизма. Њихов простор је представљао и концертни и оперски, циркусни и позоришни подијум, место одржавања трибина, суднице и адвокатске канцеларије. За столовима у њима су се ковале завере, рушиле владе, писали закони, прослављали успеси и оплакивали порази.
О свима њима, о томе где су се налазиле, на којој адреси, како су се звале, ко их је посећивао, у периоду од краја средњег века до средине двадесетог века, да ли још постоје, и на многа друга питања одговоре је пружио аутор ове књиге.
Књига Механе и кафане старог Београда је поуздан водич за кретање кроз време и простор Београда.
Књига је богато илистована пропратним фотографијама на којима нису само панораме најчувенијих београдских кафана, него су забележени и портрети њихових гостију или особља.
Аутор је сем списка кафана, механа, хотела, и др. за које је прикупио информације и описо их, унео и називе оних који су данас какво-такво али једино сведочанство да су у Београду постојале кафане са дотичним именима.